# Greena Park
Greena Ell Park (8 de enero de 1985) es una actriz surcoreana. Debutó en la película The Ghost  (2004). Conocida por su capacidad para actuar en diversos personajes, es apreciada por muchos espectadores por sus destacadas interpretaciones, incluyendo a la camarera Hee-young en BABO (2008), a la masculina·Soon-nam en Once Upon a Time in Seoul (2008), y a la oficial de policía Lee Min-jae en la serie de televisión The Devil  (2007).

## Filmografía

### Películas
| Año  | Título                    | Rol              |
| ---- | ------------------------- | ---------------- |
| 2004 | Dead Friend               | amiga de Yu-jung |
| 2004 | Flying Boys               | Seung-eon        |
| 2005 | Rules of Dating           | Hee-jung         |
| 2008 | BA:BO                     | Hee-young        |
| 2008 | Once Upon a Time in Seoul | Soon-nam         |
| 2008 | Story of Wine             | Hwa-yeon         |
| 2011 | The Way Back              | Ji-soo           |
| 2013 | District 820              | Kwon Jin-kyung   |
| 2014 | My Ordinary Love Story    | So-young         |
| 2017 | Angeltown                 | Lola             |

### Series de televisión
| Año  | Título                        | Rol                                   | Red  |
| ---- | ----------------------------- | ------------------------------------- | ---- |
| 2005 | Lawyers                       | Min-ji                                | MBC  |
| 2005 | Drama City "Shi-eun & Soo-ha" | Soo-ha                                | KBS2 |
| 2007 | The Devil                     | Lee Min-jae                           | KBS2 |
| 2007 | Belle                         | Oh Ji-sook                            | KBS1 |
| 2010 | Drama Special "Reason"        | Park Song-yi                          | KBS2 |
| 2010 | The King of Legend            | Dan Dan-yi                            | KBS1 |
| 2011 | Special Affairs Team TEN      | Hyun-kyung (episodio 10)              | OCN  |
| 2012 | God's Quiz - Season 3         | Yoo-kyung (invitada, episodio 5)      | OCN  |
| 2012 | Dream of the Emperor          | Gotaso                                | KBS1 |
| 2013 | Nine: Nine Time Travels       | Lee Joo-hee                           | tvN  |
| 2013 | The Fugitive of Joseon        | Song-hwa                              | KBS2 |
| 2013 | Can't Take It Anymore         | Oh Seung-ri                           | jTBC |
| 2013 | Two Weeks                     | mujer dando a luz (cameo, episodio 5) | MBC  |